# Майкен Касперсен Фалла
Ма́йкен Ка́сперсен Фа́лла (норв. Maiken Caspersen Falla, нар. 13 серпня 1990, Леренскуґ, Норвегія) — норвезька лижниця, що спеціалізується на лижних перегонах, учасниця двох зимових Олімпійських ігор (2010, 2014), чемпіонка Олімпійських ігор 2014 у спринті вільним стилем, п'ятиразова чемпіонка світу, медалістка світових першостей. 

## Життєпис
Майкен Касперсен Фалла народилася у норвезькому місті Леренскуґ. Лижним спортом почала займатися у віці 4 років. На етапах Кубка світу з лижних перегонів дебютувала у 2008 році, взявши участь у змаганнях в Куусамо. Місяць потому вперше підійнялась на п'єдестал пошани на етапі у Дюссельдорфі.
У 2010 році Майкен вперше взяла участь у Олімпійських іграх, посівши у Ванкувері 20 місце в змаганнях зі спринту. Наступний рік виявився для неї вдалішим — на чемпіонаті світу з лижних перегонів у Голменколлені Фалла здобула бронзову нагороду в командному спринті класичною ходою. Медаль такого ж ратунку вона здобула і два роки потому на чемпіонаті у Валь ді Ф'ємме, однак цього разу не у командній, а у індивідуальній першості.
У лютому 2014 році Майкен Касперсен Фалла взяла участь в зимових Олімпійських іграх у Сочі. 11 лютого вона здобула «золото» в індивідуальному спринті вільним стилем, випередивши свою співвітчизницю Інґвілл Флуґстад Естберґ та словенку Весну Фаб'ян.
Майкен має брата-близнюка Маріуса, що також займається лижними перегонами та скіатлоном.

## Виступи на Олімпійських іграх
| Змагання                     | Місто    | Спринт (інд.) | Спринт (ком.) | 10 км. | Естаф. 4х5 км. |
| ---------------------------- | -------- | ------------- | ------------- | ------ | -------------- |
| Зимові Олімпійські ігри 2014 | Сочі     | 1             |               |        |                |
| Зимові Олімпійські ігри 2010 | Ванкувер | 20            | -             | -      | -              |